# Culex brevispinosus
Culex brevispinosus är en tvåvingeart som beskrevs av Bonne-wepster och Cornelis Bonne 1919. Culex brevispinosus ingår i släktet Culex och familjen stickmyggor. Inga underarter finns listade i Catalogue of Life.